# Cratere Aktaj
Aktaj (20°24′36″N 313°30′36″E) è un cratere di Marte. Situato nella zona chiamata maglia di Lunae Palus, esso prende il nome dall'omonima città in Russia. Fu nell'anno 1988 che il nome venne approvato ufficialmente.